# Mistrovství Evropy v plaveckých sportech 1926
Mistrovství Evropy v plaveckých sportech za rok 1926 proběhlo v Budapešti, Maďarsko ve dnech 18. až 22. srpna 1926.
Soutěže
- Plavání
- Skoky do vody
- Vodní pólo